# Marapi

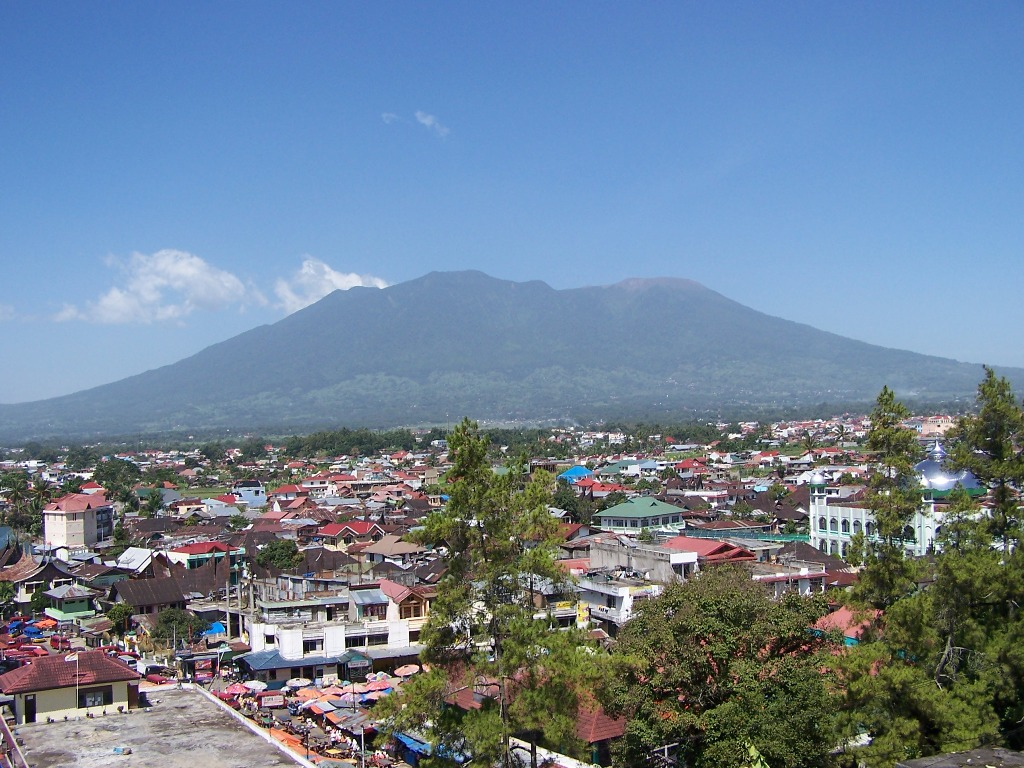
Muntanya Marapi i Bukittinggi

El Marapi (Jawi: ماراڤي), o Mont Marapi (indonesi: Gunung Marapi, Minangkabau: Gunung Marapi, Jawi: ڬونواڠ ماراڤي ), és un volcà complex de Sumatra occidental, Indonèsia, i és el volcà més actiu de Sumatra. Com el del seu quasi-homònim a Java, el seu nom significa "muntanya de foc". La seva altitud és de 2.885 m. Al voltant de la muntanya es troben diverses ciutats i pobles, com ara Bukittinggi, Padang Panjang i Batusangkar. El volcà també és popular entre els excursionistes.

## Mitologia
Segons la llegenda, la muntanya és el lloc on es va establir per primera vegada el poble de Minangkabau després que la seva nau va aterrar a la muntanya quan tenia la mida d'un ou i estava envoltat d'aigua. Hi ha un gran nombre de pedres d'enterrament verticals a la regió que estan orientades en direcció a la muntanya, cosa que indica la seva importància cultural.

## Erupcions
El volcà té una història coneguda d'erupcions. Marapi va patir una important erupció el setembre de 1830. El gener de 1975 es va produir una erupció amb colades de fang i lahars que van causar víctimes mortals als voltants. Una erupció important es va produir el 1979, que va matar 60 persones. Almenys una persona va morir durant una erupció el 1996. Entre l'abril i el maig del 2018 es van produir caigudes de cendra al sud-est.
Des del 2011, el volcà es troba al segon nivell d'un sistema d'alerta de quatre nivells creat per l'Agència Vulcanològica d'Indonèsia. Predir el comportament del volcà es descriu com a difícil, ja que la font de les seves erupcions sobtades és poc profunda i prop del seu pic, mentre que les seves erupcions no són causades per un moviment profund de magma que es pot detectar com a terratrèmols volcànics en monitors sísmics. No obstant això, hi ha unes 1.400 persones que viuen als seus vessants als pobles de Rubai i Gobah Cumantiang, a uns 5 a 6 quilòmetres del cim.
El 3 de desembre de 2023, el volcà va entrar en erupció, deixant 23 escaladors morts. Tres persones van resultar ferides i rescatades. La cendra va arribar a una alçada de 3.000 metres i va caure a les regions properes. Es va anunciar una zona d'exclusió de 3 quilòmetres.